# Вес Фодерінгем
Вес Фодерінгем (англ. Wes Foderingham, нар. 14 січня 1991, Лондон) — англійський футболіст, воротар клубу «Вест Гем Юнайтед».

## Клубна кар'єра
Народився 14 січня 1991 року в місті Лондон. Вихованець футбольної школи клубу «Фулгем». У сезоні 2009/10 був включений до першої команди «котеджерів», однак він був лише четвертим воротарем після Марка Шварцера, Девіда Стокдейла та Паскаля Цубербюлера, тож за рідну команду жодного матчу не провів у 2010 році його віддали в оренду у «Бромлі» з Національної ліги, в якій того року взяв участь у 7 матчах чемпіонату.
В серпні 2010 року перейшов у «Крістал Пелес», але і тут за першу команду не грав, тому змушений був виступати в оренді за нижчолігові клуби «Бромлі», «Борем Вуд» та «Гістон».

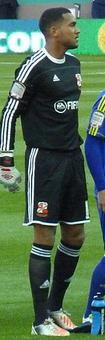
Вес Фодерінгем у 2013 році.

У жовтні 2011 року Фодерінгем перейшов на права оренди в команду Другої ліги «Свіндон Таун» до січня 2012 року, щоб змінити травмованого воротаря Філа Сміта. Під час оренди в 15 іграх за «Свіндон» Фодерінгем пропустив лише шість голів і в дев'яти іграх не пропускав голів. Це спонукало менеджера «Свіндона» Паоло Ді Каніо підписати воротаря 6 січня 2012 року на повноцінній основі, уклавши за контракт до липня 2014 року. Фодерінгем продовжив залишатись основним воротарем і допоміг команді у сезоні 2011/12 вийти до Першої ліги, де провів ще три роки. Фодерінгем покинув «Свіндон Таун» наприкінці сезону 2014/15 після закінчення терміну контракту.
3 липня 2015 року Фодерінгем підписав трирічний контракт із шотландським клубом «Рейнджерс», де одразу став основним воротарем, і в його першому сезоні зіграв усі 36 ігор сезону і допоміг команді стати чемпіоном другого дивізіону та виграв Шотландський кубок виклику.
У липні 2018 року Фодерінгем втратив свою позицію першого воротаря під керівництвом нового тренера Стівена Джеррарда, головним чином через повернення легенди клубу Аллана Макгрегора Таким чином, наступні два сезони Фодерінгем провів на лаві запасних, рідко виходячи на поле, і покинув клуб влітку 2020 року після закінчення контракту.
17 липня 2020 року Фодерінгем перейшов до англійського «Шеффілд Юнайтед», уклавши трирічний контракт. У своєму першому сезоні він був дублером Аарона Рамсдейла, тому зіграв за команду лише одну гру Кубка ліги, а його команда вилетіла до Чемпіоншипу. Після цього Рамсдейл покинув Шеффілд і Фодерінгем став частіше грати у основі, конкуруючи з Робіном Ульсеном. Після уходу шведа Фодерінгем став голкіпером номер один у сезоні 2022/23, у якому клуб дійшов до півфіналу Кубка Англії і, провівши 18 «сухих» матчів у 40 іграх чемпіонату, допоміг «Шеффілду» повернутися до Прем’єр-ліги з другого місця. 12 серпня 2023 року Фодерінгем дебютував у Прем'єр-лізі Англії в грі проти «Крістал Пелас» (0:1). Станом на 18 липня 2020 року відіграв за команду з Шеффілда 32 матчі в національному чемпіонаті.

## Виступи за збірні
2006 року дебютував у складі юнацької збірної Англії (U-16), загалом на юнацькому рівні взяв участь у 12 іграх.

## Статистика виступів

### Статистика клубних виступів
| Сезон                       | Команда                     | Чемпіонат                   | Чемпіонат | Чемпіонат  | Національний кубок | Національний кубок | Національний кубок | Континентальні кубки | Континентальні кубки | Континентальні кубки | Інші змагання | Інші змагання | Інші змагання | Усього | Усього |
| Сезон                       | Команда                     | Ліга                        | Ігор      | Голів      | Ліга               | Ігор               | Голів              | Ліга                 | Ігор                 | Голів                | Ліга          | Ігор          | Голів         | Ігор   | Голів  |
| --------------------------- | --------------------------- | --------------------------- | --------- | ---------- | ------------------ | ------------------ | ------------------ | -------------------- | -------------------- | -------------------- | ------------- | ------------- | ------------- | ------ | ------ |
| січ.-черв. 2010             | Bromley                     | ПК (VI)                     | 7         | -?         | КА+КЛ              | -                  | -                  | -                    | -                    | -                    | ТФЛ           | -             | -             | 7      | -?     |
| 2010-січ. 2011              | Bromley                     | ПК (VI)                     | 13        | -12        | КА+КЛ              | 0                  | 0                  | -                    | -                    | -                    | ТФЛ           | 0             | 0             | 13     | -12    |
| Усього за Bromley           | Усього за Bromley           | Усього за Bromley           | 20        | -12        |                    | 0                  | 0                  |                      | -                    | -                    |               | 0             | 0             | 20     | -12    |
| січ.-бер. 2011              | «Борем Вуд»                 | ПК (VI)                     | 5         | -6         | КА+КЛ              | -                  | -                  | -                    | -                    | -                    | ТФЛ           | -             | -             | 5      | -6     |
| бер.-черв. 2011             | «Гістон»                    | НК (V)                      | 9         | -21        | КА+КЛ              | -                  | -                  | -                    | -                    | -                    | ТФЛ           | -             | -             | 9      | -21    |
| 2011–12                     | «Свіндон Таун»              | 2Л (IV)                     | 33        | -14        | КА+КЛ              | 4+0                | -4                 | -                    | -                    | -                    | ТФЛ           | 4             | -4            | 41     | -22    |
| 2012–13                     | «Свіндон Таун»              | 1Л (ІІІ)                    | 46+2      | -37 + -4   | КА+КЛ              | 1+4                | -2 + -7            | -                    | -                    | -                    | ТФЛ           | 1             | -1            | 54     | -51    |
| 2013–14                     | «Свіндон Таун»              | 1Л (ІІІ)                    | 41        | -49        | КА+КЛ              | 0+3                | -2                 | -                    | -                    | -                    | ТФЛ           | 3             | -4            | 47     | -55    |
| 2014–15                     | «Свіндон Таун»              | 1Л (ІІІ)                    | 44+3      | -52 + -10  | КА+КЛ              | 1+2                | -5 + -5            | -                    | -                    | -                    | ТФЛ           | 0             | 0             | 50     | -72    |
| Усього за «Свіндон Таун»    | Усього за «Свіндон Таун»    | Усього за «Свіндон Таун»    | 164+5     | -152 + -14 |                    | 15                 | -25                |                      | -                    | -                    |               | 8             | -9            | 192    | –0     |
| 2015–16                     | «Рейнджерс»                 | Ч (ІІ)                      | 36        | -34        | КШ+КЛ              | 6+3                | -7 + -3            | -                    | -                    | -                    | ШКВ           | 5             | -2            | 50     | -46    |
| 2016–17                     | «Рейнджерс»                 | ПШ                          | 37        | -43        | КШ+КЛ              | 4+2                | -4 + 0             | -                    | -                    | -                    | -             | -             | -             | 43     | -47    |
| 2017–18                     | «Рейнджерс»                 | ПШ                          | 33        | -38        | КШ+КЛ              | 2+0                | -5                 | ЛЄ                   | 2                    | -2                   | -             | -             | -             | 37     | -45    |
| 2018–19                     | «Рейнджерс»                 | ПШ                          | 4         | -2         | КШ+КЛ              | 1+2                | -1 + -1            | ЛЄ                   | 1                    | -1                   | -             | -             | -             | 8      | -5     |
| 2019–20                     | «Рейнджерс»                 | ПШ                          | 2         | -1         | КШ+КЛ              | 1+1                | 0                  | ЛЄ                   | 1                    | 0                    | -             | -             | -             | 5      | -1     |
| Усього за «Рейнджерс»       | Усього за «Рейнджерс»       | Усього за «Рейнджерс»       | 112       | -118       |                    | 22                 | -21                |                      | 4                    | -3                   |               | 5             | -2            | 143    | -144   |
| 2020–21                     | «Шеффілд Юнайтед»           | ПЛ                          | 0         | 0          | КА+КЛ              | 0+1                | -1                 | -                    | -                    | -                    | -             | -             | -             | 1      | -1     |
| 2021–22                     | «Шеффілд Юнайтед»           | ЧФЛ (ІІ)                    | 32+2      | -23 + -3   | КА+КЛ              | 1+1                | -3 + -2            | -                    | -                    | -                    | -             | -             | -             | 36     | -31    |
| 2022–23                     | «Шеффілд Юнайтед»           | ЧФЛ (ІІ)                    | 40        | -32        | КА+КЛ              | 3+1                | -5 + -1            | -                    | -                    | -                    | -             | -             | -             | 44     | -38    |
| 2023–24                     | «Шеффілд Юнайтед»           | ПЛ                          | 17        | -43        | КА+КЛ              | 0                  | 0                  | -                    | -                    | -                    | -             | -             | -             | 17     | -43    |
| Усього за «Шеффілд Юнайтед» | Усього за «Шеффілд Юнайтед» | Усього за «Шеффілд Юнайтед» | 89+2      | -98 + -3   |                    | 7                  | -12                |                      | -                    | -                    |               | -             | -             | 98     | -113   |
| Усього за кар'єру           | Усього за кар'єру           | Усього за кар'єру           | 406       | -424       |                    | 44                 | -58                |                      | 4                    | -3                   |               | 13            | -11           | 467    | -496   |

## Титули і досягнення

### Командні
- Володар Шотландського кубка виклику (1):

«Рейнджерс»: 2015/16

### Особисті
- Найкращий воротар Другої ліги Англії: 2011/12[11]
- У символічній збірній Першої ліги Англії: 2012/13[12]